# Café Hector
Café Hector è un cortometraggio del 1996 scritto da Anders Thomas Jensen e diretto da Lotte Svendsen.

## Trama
Il "Café Hector" è un nuovo locale dove il jet set più alla moda, celebre e "in", accompagna le proprie chiacchiere quotidiane con tazze di cappuccino fumante. Uffe non è assolutamente "in": non può avere un cappuccino, ma riesce ad avere, per una volta, il permesso di usare la toilette. Uffe è, però, preparato per la situazione: non riuscendo a sopportare l'umiliazione e deciso a comportarsi di conseguenza, è armato; purtroppo anche un altro cliente lo è.

## Curiosità
- Café Hector è la prima pellicola in cui compare l'attore Mads Mikkelsen, nel ruolo di Anders, recitando al fianco del fratello Lars Mikkelsen.